# Léon Mbou Yembi
Léon Mbou Yembi (né le 15 janvier 1946 et mort le 3 août 2019 à Libreville) est un universitaire et homme politique gabonais. 
Créateur en 1992 d'un petit parti politique d'opposition, le Forum africain pour la reconstruction (en), il en a été le candidat à l'élection présidentielle gabonaise de 1993 et le député à l'assemblée nationale du Gabon entre 2006 et sa retraite en 2011. 

## Biographie

### Jeunesse et formation
Léon Mbou Yémbi est membre de l'ethnie Bavungu. Il est né près de Mouila.
Il fait ses études primaires à Ilendu (Mutungu dans le département de la basse Mughalaba, province de Ngounié), où il obtient son Certificat d'études primaires et le concours d'entrée en sixième. Il étudie ensuite au lycée Félix Eboué (actuel lycée national Léon Mba) à Libreville, où il obtient son Brevet d'études du premier cycle et un BAC en série économique et sociale. Il poursuit ses études supérieures à l'université Toulouse-Jean-Jaurès, où il obtient un doctorat d'État en philosophie politique et morale en 1976 et un diplôme des hautes études spécialisées en économie (option développement)[réf. nécessaire].

### Carrière politique
Rentré au Gabon, Léon Mbou Yembi enseigne à l'université nationale de Libreville. Il travaille à la modernisation de l'administration gabonaise, jusqu'à ce qu'il soit nommé par le président Omar Bongo premier directeur général de l'École nationale d'administration (ENA), fonctions qu'il exerce pendant une décennie. À l'avènement du multipartisme en 1990, Léon Mbou Yembi crée avec ses amis Mapangou, Mukagni, Mouétsa et les autres la formation politique APSG[Quoi ?]. Élu député aux élections législatives de 1990, il quitte son poste de directeur général de l'ENA pour se consacrer à la politique et à l'enseignement.
Constatant une désorientation de leur idéologie politique marxiste et socialiste d'une part et le nombre trop élevé des partis et associations politiques, il propose [Quand ?] à la Conférence nationale, que soit mis en place trois formations politiques au Gabon :
1. Un parti capitaliste ;
2. Un parti socialiste ;
3. Un parti national.

Cette idée n'a pas fait l'unanimité. C'est ainsi qu'il crée en 1992 sa propre formation politique, le Forum africain pour la reconstruction (FAR). Candidat à la candidature au sein de son parti, il bénéficie de la confiance de ses pairs (Bon Jean Ondo, le général d'armée Mengome Atome, etc.) comme candidat du FAR à l'élection présidentielle gabonaise de 1993. Il termine huitième, avec 1,83 % des voix.
Battu aux élections législatives de 2001 par l'Indépendant Kouéli Kolinet Georges, il continue d'animer avec Pierre Mamboundou (UPG), Maganga Moussavou Pierre Claver (PSD), Paul Mba Abessole (RPG), Professeur P. Kombila Koumba (RNB), etc., le bloc de l'opposition démocratique réuni au sein du (HCR), tout en poursuivant ses fonctions de professeur de philosophie à l'université Omar Bongo et d'économie à l'École nationale d'administration. En 2006, il est le seul élu du FAR à l'Assemblée nationale gabonaise, dans le département de Mougabala (province de Ngounié), avant de prendre sa retraite en 2011.
Léon Mbou Yembi est aussi homme de lettres. Il était membre fondateur et premier président de l'Union des écrivains du Gabon.
Il est l'auteur d'une dizaine de publications : Analyses des mécanismes des fondements de la démocratie dans la société précoloniale des Bavungu du Gabon (Éditions Silex), Les affinités affectives, L'amour resplendissant, Discours aux noirs de la diaspora, De la démocratie, etc. Il a dirigé le groupe des chercheurs russes et africains sur le socialisme et Madagascar.